# 박람관역
박람관역 (博覽館), 또는 아시아월드-엑스포역 (AsiaWorld–Expo)은 홍콩 첵랍콕섬 북동부의 아시아월드-엑스포에 위치한 홍콩 공항철도의 역이다. 첵랍콕섬은 홍콩 국제공항이 위치한 섬이기도 하다.
아시아월드-엑스포는 대규모 무역행사, 박람회, 전시, 콘서트 등을 유치하기 위해 마련된 박람회장이다. 홍콩 국제공항과 인접해 있으며, 박람관역은 박람회장 방문객과 관람객들을 위해 홍콩 공항철도를 2005년 연장하여 신설한 역이다.

## 역사
1998년 7월 6일 홍콩 공항철도 개통 당시 지금의 박람관역 인근에도 선로가 놓였으나, 회차용으로 건설된 것이었기에 별도의 역이 세워지진 않았다. 하지만 2005년 12월 20일 박람회장의 완공과 함께 공항철도가 연장되면서 박람관역이 새로 문을 열었다. 이는 홍콩 도심의 업무지구 내지는 홍콩 지하철의 다른 역과 박람회장 간의 빠른 이동을 위해 건설된 연장구간이었다.

## 역 구조
| U1 | 대합실                              | 출구 (아시아월드-엑스포), 고객서비스, ATM기 |
| G  | 상대식 승강장, 오른쪽문 열림        | 상대식 승강장, 오른쪽문 열림                |
| G  | 승강장 1                            | 홍콩 공항철도 홍콩역 방면 (공항역) →        |
| G  | 섬식 승강장, 평시에는 사용되지 않음 |                                             |
| G  | 평시에는 사용되지 않음              |                                             |

여느 공항철도 역처럼 승강장에 스크린도어가 설치되어 있으나 조금 다른 모습인데, 이는 둥충선의 일부 열차가 역내에 진입하는 경우가 있어 그에 맞게 규격을 도입했기 때문이다. 둥충선 열차가 이곳까지 운행되는 것은 대규모 박람회나 콘서트 행사가 열릴 때마다 승객 분담을 위해 한시적으로 편성되는 열차편이다.

## 출구
- A출구: 아시아월드-엑스포 동쪽출입구[2]
- B출구: 아시아월드-엑스포 서쪽출입구[2] (대규모 박람회 시에만 개방)

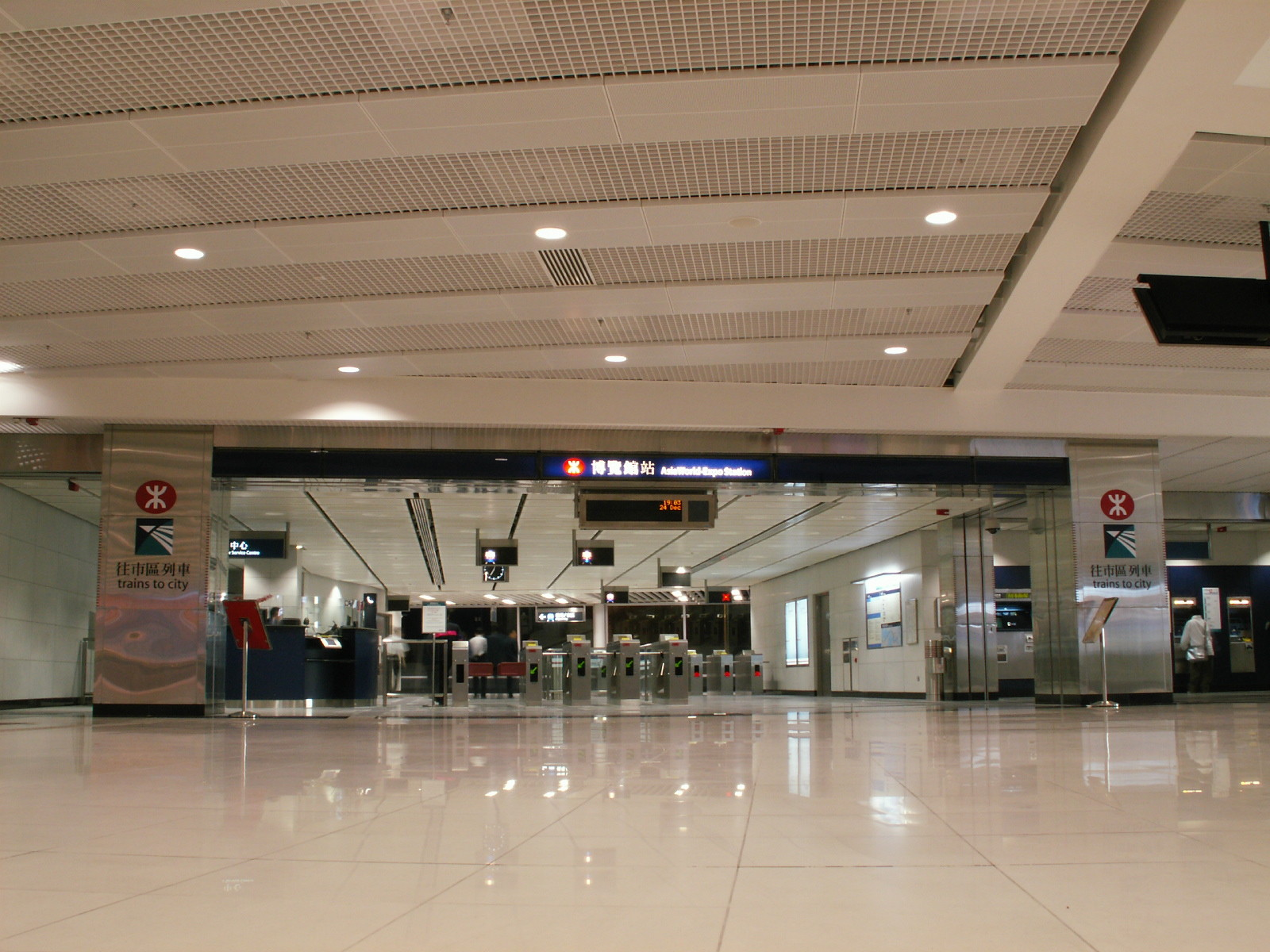
박람관역 A출구 (2005년 12월)
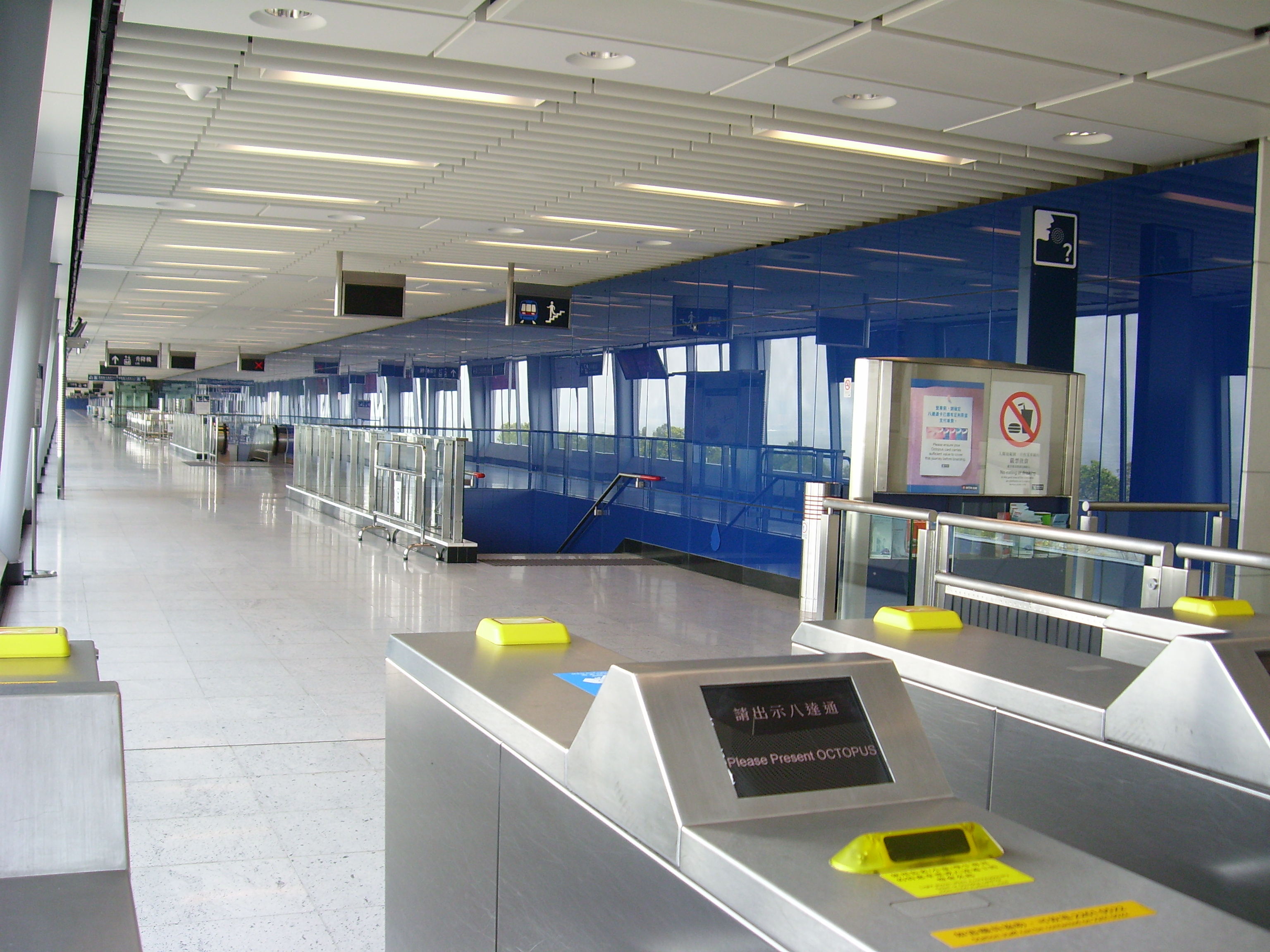
박람관역 B출구 (2008년 3월)